# Consultant en ingénierie touristique et culturelle
 (avril 2021).
Si vous disposez d'ouvrages ou d'articles de référence ou si vous connaissez des sites web de qualité traitant du thème abordé ici, merci de compléter l'article en donnant les références utiles à sa vérifiabilité et en les liant à la section « Notes et références ».
L'ingénierie des loisirs, culture et tourisme est l'ensemble des activités dont l'objet est de (re)mettre en valeur le patrimoine touristique et/ou culturel d'un territoire.
Le développement considérable des activités des loisirs, de la culture et du tourisme durant ces dernières années a rendu indispensables les entreprises spécialisées dans le conseil et l'assistance technique aux collectivités locales ou au secteur privé. En effet, ces entreprises, hormis leur savoir-faire technique en valorisation touristique, culturelle, possèdent une bonne connaissance des publics visés, de l'environnement socio-économique qui influe sur la viabilité du projet, et des diverses compétences qui doivent être réunies pour la mise en œuvre du projet.
Bien que plusieurs types de formations publiques et privées existent, les recruteurs privilégient les candidats ayant un bac+4 ou bac+5[réf. nécessaire].
Les entreprises d'ingénierie interviennent à tous les stades, de la conception au suivi des opérations selon trois grandes modalités, à l'intérieur de cinq grandes filières et selon huit types d'intervention :

## Les modalités
- Le conseil sur la création d'événements ou d'équipements
- Les études et audits
- L'assistance technique au maître d'ouvrage

## Les filières
- Tourisme professionnel
- Tourisme culturel
- Tourisme urbain
- Sport, loisirs et santé
- Hébergement, restauration
- Voyages

## Les types d'intervention
- Conception et démarches stratégiques
- Ensemblier de projets
- Aménagement
- Mercatique
- Commercialisation et vente
- Communication
- Gestion et finance
- Organisation et management

## Bref aperçu de l'état de la profession
C'est une profession jeune, non réglementée (à la différence des architectes, juristes, etc.), composée essentiellement de TPE, qui est apparue en France il y a une trentaine d'années.
Le nombre de cabinets et de consultants en France est évalué à 200.
Les premiers cabinets spécialisés ont été créés autour des années 1970 et 80 par des consultants de grands cabinets de conseil en gestion, marketing ou des professionnels du tourisme travaillant dans des structures touristiques publiques ou privées.
Certains cabinets sont regroupés au sein de CINOV Tourisme Culture Loisirs ex Géfil (Syndicat National de l'Ingénierie Loisirs Culture Tourisme).